# Prefettura di Tirana
La prefettura di Tirana (in albanese: Qarku i Tiranës) è una delle 12 prefetture dell'Albania.

## Municipalità
In seguito alla riforma amministrativa del 2015 la prefettura risulta composta dalle seguenti municipalità:
| Municipalità | Ex-comuni (pre-2015) | Distretto |
| ------------ | --- | --------- |
| Kamëz        | Kamëz, Paskuqan | Tirana    |
| Kavajë       | Golem, Helmës, Kavaja, Luz i Vogël, Synej                                                                                 | Kavajë    |
| Rrogozhinë   | Gosë, Kryevidh, Lekaj, Rrogozhinë, Sinaballaj                                                                             | Kavajë    |
| Tirana       | Baldushk, Bërzhitë, Dajt, Farkë, Kashar, Krrabë, Ndroq, Petrelë, Pezë, Shëngjergj, Tirana, Vaqarr, Zall Bastar, Zall Herr | Tirana    |
| Vorë         | Bërxullë, Prezë, Vorë | Tirana    |

Prima della riforma amministrativa la prefettura comprendeva i distretti di:
- Kavajë
- Tirana